# ایان کروک
ایان کروک (انگلیسی: Ian Crook؛ زادهٔ ۱۸ ژانویهٔ ۱۹۶۳) یک بازیکن فوتبال اهل بریتانیا است.